# موگورل سمچیوک
موگورل سمچیوک (رومانیایی: Mugurel Semciuc؛ زادهٔ ۲۴ ژانویهٔ ۱۹۹۸) قایقران روئینگ اهل رومانی است.
وی در مسابقات کشوری و بین‌المللی در مجموع برندهٔ ۳ مدال نقره شده‌است.